# Tỉ lệ thuận

Biến y trực tiếp tỉ lệ thuận với biến x qua phương trình y =kx, trong đó k là một hằng số khác 0.

Tỉ lệ thuận là mối tương quan giữa hai đại lượng x và y theo một hằng số k mà trong đó sự gia tăng về giá trị của đại lượng thứ nhất bao nhiêu lần luôn kéo theo sự gia tăng tương ứng về giá trị của đại lượng thứ hai bấy nhiêu lần, và ngược lại.
Trong toán học, đồ thị biểu diễn 2 đại lượng có mối tương quan "tỉ lệ thuận" là một đường thẳng đi qua gốc tọa độ và có độ dốc (góc nghiêng) dương, đó là đồ thị của hàm số dạng {\displaystyle y=kx} với k là 1 hằng số khác 0.

## Định nghĩa
Nếu một đại lượng y tỉ lệ với một đại lượng x theo công thức: {\displaystyle y=kx} (k hằng số khác 0) thì ta nói y tỉ lệ thuận với x theo hệ số tỉ lệ k.
Cũng có thể viết "y tỉ lệ thuận với x" như sau:: {\displaystyle y\propto x,} hoặc {\displaystyle y\sim x.}

## Tính chất
Nếu hai đại lượng x và y tỉ lệ thuận:
- Tỉ số hai giá trị tương ứng của chúng luôn không đổi.
- Tỉ số hai giá trị bất kỳ của đại lượng này bằng tỉ số hai giá trị tương ứng của đại lượng kia.

Một quan hệ tỉ lệ thuận còn có thể coi là một hàm số bậc nhất mà đường thẳng đồ thị đi qua gốc tọa độ và hệ số góc là k. Quan hệ này có liên quan tới sự tăng trưởng tuyến tính.

## Một số ví dụ
- Nếu một vật di chuyển với tốc độ không đổi, thì quãng đường đã đi tỉ lệ thuận với thời gian đi, với hệ số tỉ lệ chính là tốc độ.
- Chu vi của 1 đường tròn tỉ lệ thuận với đường kính của nó, với hệ số tỉ lệ là π.
- Trên một bản đồ địa lý trên phạm vi nhỏ vẽ theo đúng tỉ lệ xích, khoảng cách giữa hai điểm bất kì trên bản đồ tỉ lệ thuận với khoảng cách theo đường chim bay giữa hai địa điểm chúng biểu diễn trên thực tế. Hệ số tỉ lệ ở đây chính là tỉ lệ bản đồ.
- Theo định luật Hooke, lực đàn hồi do lò xo tác dụng vào một vật gắn vào nó tỉ lệ thuận với độ biến dạng của lò xo (là độ dài của lò xo đã giãn ra hoặc nén lại). Hệ số tỉ lệ gọi là độ cứng của lò xo.
- Đạo hàm của hàm số mũ với cơ số tự nhiên {\displaystyle f(x)=Ce^{kx}} tỉ lệ thuận với chính giá trị của hàm số tại {\displaystyle x}, trong đó hệ số tỉ lệ là {\displaystyle k}: {\displaystyle f'(x)=kf(x)}.